# Leichtathletik-Weltmeisterschaften 2019/Teilnehmer (Albanien)
| Gelbes Symbol für Goldmedaillen mit stilisierten Olympischen Ringen | Graues Symbol für Silbermedaillen mit stilisierten Olympischen Ringen | Braundes Symbol für Bronzemedaillen mit stilisierten Olympischen Ringen |
| ------------------------------------------------------------------- | --------------------------------------------------------------------- | ----------------------------------------------------------------------- |
| —                                                                   | —                                                                     | —                                                                       |

Der Leichtathletikverband von Albanien nahm an den Leichtathletik-Weltmeisterschaften 2019 in Doha mit einer nominierten Athletin teil.

## Ergebnisse

### Frauen

#### Sprung/Wurf
| Athletin   | Disziplin        | Vorlauf     | Vorlauf | Halbfinale | Halbfinale | Finale         | Finale |
| Athletin   | Disziplin        | Zeit        | Platz   | Zeit       | Platz      | Zeit           | Platz  |
| ---------- | ---------------- | ----------- | ------- | ---------- | ---------- | -------------- | ------ |
| Luiza Gega | 3000 m Hindernis | 9:28,32 min | 10      |            |            | 9:19,93 min NR | 9      |